# Hatchiana osawai
Hatchiana osawai là một loài bọ cánh cứng trong họ Cantharidae. Loài này được Nakane & Makino in Makino & Nakane miêu tả khoa học năm 1981.